# Османский бейлик
Османский бейлик, также Османский эмират (тур. Osmanlı Beyliği//Osmanoğulları Beyliği) — одно из тюркских территориальных образований Малой Азии XIII века.
Во главе его стояла династия Османов. Позднее это же название получило и всё тюркское население бейлика. В середине XIII века бейлик включал в себя лишь небольшую пограничную область (удж) с центром в городе Сёгют, которую тюрки заселили, завоёвывая у византийской власти. В начале XIV века, благодаря умелым военным действиям османской династии, территория бейлика начала неуклонно расти и он стал ядром крепнущей Османской империи.

## История
Первоначально османский бейлик представлял собой небольшой пограничный удж недалеко от Эскишехира (бывший греческий город Дорилея). Из-за постоянных тюркских набегов небольшой греческий (никейский) городок Февасий постепенно обезлюдел и, по-видимому, был без боя занят тюрками в 1231 году, которые переименовали его в Сёгют. Его первым беем был Эртогрул, отец Османа Гази, вождь огузского племени Кайи, который поселился здесь в 1230-х годах и правил до своей смерти в 1281 г. После сокрушительного монгольского нашествия на Анатолию 1241-1243 гг., во время которого румский султан Кей-Хосров II потерпел поражение от Байджу-нойона в битве при Кёсе-даге, зависимость местных тюркских беев от центральной сельджукской власти в Конье свелась к нулю, поскольку монголы считали эти земли византийскими, а с византийцами у них были давние союзнические отношения. При этом под давлением монголов миграции свободных полукочевых тюрок различных сословий на периферию монгольской державы, то есть на территорию Византии, продолжались, а значит людские ресурсы бейлика неуклонно росли. Около 1300 года возглавивший в 1281 году после смерти своего отца Эртогрула Османский бейлик Осман Гази фактически стал проводить независимую внешнюю и внутреннюю политику, направленную на расширение своих владений за счёт слабеющей Византийской империи, а также других турецких бейликов в Анатолии.

## Развитие
Изначально бейлик Османа, не имеющий выхода к морю, заметно уступал другим тюркским княжествам как по размерам своей территории, так и по уровню социально-экономического развития.
Осман I, а затем и Орхан обычно просто утверждались в звании бея на совете племенных старейшин. 
Бей выполнял роль военачальника, а его основной функцией была организация джихада или газавата против неверных (греков). Бея поддерживали его многочисленные родственники — сыновья и братья, которых после очередной победы над неверными он назначал правителями захваченных городов, крепостей или земельных наделов.
Первоначальное внутреннее устройство Османского бейлика было крайне примитивным по сравнению с Византийской империей, но данное обстоятельство в этот период шло даже на пользу самим османам. В отличие от Византии, в молодом бейлике не было налогообложения, а потому многие греческие крестьяне поспешили войти в его состав, так как желали избежать разорительных набегов гази. Но по мере роста его территории, османы начинали перенимать у Византии навыки бюрократического правления. Вскоре в бейлике появились свои визири и казначеи. Когда же христиане начинали ощущать всё бремя второсортного статуса неверных «зимми», было уже слишком поздно. У многих оставался лишь один выход — принять ислам и турецкий язык.

## Территориальная экспансия
В результате целой череды военных операций 1300—1338 годов, османский бейлик полностью поглотил византийскую Вифинию. В 1326 году столицей княжества стала большая, хорошо укреплённая Прусса, где османы начали чеканить собственную монету акче. Наступил новый этап османской государственности.